# Uhta (folyó)
Az Uhta (oroszul: Ухта [Уква, Вуква]) folyó Oroszország európai részén, Komiföldön; az Izsma mellékfolyója.
Neve finnugor eredetű, az Uhta, illetve Ohta számos északi vízfolyás nevében előfordul.

## Földrajz
Hossza: 199 km, (más források szerint 242 km); vízgyűjtő területe: 4510 km², évi közepes vízhozama (a torkolattól 13 km-re): 48,9 m³/s.
A Tyiman-hátság keleti nyúlványain, 210 m és 240 m magasságban eredő két forráság, a Voj-Vozs és a Luny-Vozs összefolyásával keletkezik. Kezdetben déli irányba, erdővel borított, ritkán lakott területen folyik. Legnagyobb mellékfolyója, a Tobisz (106 km) beömlése után kelet felé folytatja útját egészen a torkolatig.
November elején befagy, április végén – májusban szabadul fel a jég alól. 
Vízgyűjtő területén értékes ásványi kincsek: olaj, bauxit, titán stb. lelőhelyei találhatók. Alsó folyásának partján helyezkedik el Vodnij település, a torkolathoz közelebb pedig Komiföld olajiparának központja, a folyóról elnevezett Uhta.